# TKO
"TKO" é uma canção do cantor norte-americano Justin Timberlake, gravada para o seu quarto álbum de estúdio The 20/20 Experience 2 of 2. Foi composta e produzida pelo próprio, com auxílio de Timbaland e Jerome Harmon, e James Fauntleroy somente na escrita. O seu lançamento ocorreu a 20 de Setembro de 2013 em formato digital através da RCA Records, servindo como segundo single do disco. O músico revelou a música através do serviço Vevo.

## Desempenho nas tabelas musicais

### Posições
| Tabela musical (2013)          | Melhor posição |
| ------------------------------ | -------------- |
| Reino Unido - UK Singles Chart | 89             |

## Histórico de lançamento
| País           | Data                   | Formato          | Editora discográfica |
| -------------- | ---------------------- | ---------------- | -------------------- |
| Alemanha       | 20 de Setembro de 2013 | Descarga digital | RCA                  |
| Austrália      | 20 de Setembro de 2013 | Descarga digital | RCA                  |
| Brasil         | 20 de Setembro de 2013 | Descarga digital | RCA                  |
| Estados Unidos | 20 de Setembro de 2013 | Descarga digital | RCA                  |
| França         | 20 de Setembro de 2013 | Descarga digital | RCA                  |
| Itália         | 20 de Setembro de 2013 | Descarga digital | RCA                  |
| Nova Zelândia  | 20 de Setembro de 2013 | Descarga digital | RCA                  |
| Portugal       | 20 de Setembro de 2013 | Descarga digital | RCA                  |
| Reino Unido    | 20 de Setembro de 2013 | Descarga digital | RCA                  |